# Aglossa ignalis
Aglossa ignalis är en fjärilsart som beskrevs av Achille Guenée 1854. Aglossa ignalis ingår i släktet Aglossa och familjen mott. Inga underarter finns listade i Catalogue of Life.